# Bayrak
La Corporación de Radio y Televisión Bayrak (en turco: Bayrak Radyo Televizyon Kurumu), es el ente oficial de radio y televisión de la República Turca del Norte de Chipre. Opera 6 estaciones de radio y 3 canales de televisión.

## Historia
El establecimiento de BRT se remonta a los sucesos de diciembre de 1963, cuando la violencia entre las comunidades griega y turca terminó definitivamente con la cooperación entre las comunidades. Hasta ese entonces, la Cyprus Broadcasting Corporation (Corporación de Radiodifusión de Chipre, CyBC) había sido administrada conjuntamente entre turcos y grecochipriotas. En consecuencia, y ante los ojos de la comunidad turca, se hacía urgente tener para su comunidad una radioemisora propia, ya que los grecochipriotas tomaron el control de la CyBC, expulsando a los empleados turcos en el proceso.
Dentro de ese contexto, Radio Bayrak se establece el 25 de diciembre de 1963, como una voz para la causa turcochipriota luego su exclusión, tanto de la CyBC como del Gobierno. La radio en realidad comenzó como una estación clandestina en casa, compuesta de unos trozos de material eléctrico casero, alimentados por una batería de automóvil. Sus transmisiones abarcaban un limitado radio de 2,5 km desde un pequeño garaje en el patio trasero de una casa en Nicosia. Para febrero de 1964, las transmisiones de Radio Bayrak podían ser escuchadas desde toda la isla.
Para 1966, Radio Bayrak transmitía en turco, inglés y griego bajo una sola estación. Más tarde, expandiría sus transmisiones a dos estaciones. A pesar de sus limitados recursos, Radio Bayrak continuó siendo la voz de la comunidad turca, pese a los repetidos esfuerzos del gobierno grecochipriota de silenciar a la estación. Junto con la invasión militar turca de 1974, Radio Bayrak fue reestructurada, dando paso a una corporación.
Tras llevar a cabo su primera transmisión televisiva en blanco y negro el 19 de julio de 1976 - con el equipamiento de estudio desmantelado y traído desde Diyarbakir, Turquía - Radio Bayrak tomó su actual denominación, Corporación de Radio y Televisión Bayrak. Las transmisiones en color bajo el sistema PAL comienzan en 1979. Desde marzo de 1983, comienza a transmitir la radio en FM stereo.
BRTK produce sus propios informativos con el propósito de informar a toda la diáspora turcochipriota alrededor del mundo via satélite, aunque también lo hace a través de Internet. La calidad de sus transmisiones mediante este medio han mejorado considerablemente. Las personas interesadas pueden leer y oír las noticias en inglés, griego, ruso, alemán y árabe a cualquier hora del día.
Desde 1983, BRTK es un ente autónomo.
Junto con los canales de televisión BRT 1 (en lengua turca), BRT 2 (principalmente en inglés) y BRT 3 (canal cultural), BRTK opera también cinco radioemisoras: Bayrak Radyosu, Bayrak FM, Baryak International, Bayrak Klasik, Bayrak Türk Müziği y Bayrak Radyo Haber
En 1997, BRTK lanza su sitio web, en el cual BRT 1, BRT 2,  Radio Bayrak y Bayrak International pueden ser vistos y escuchados en vivo y para todo el mundo.

## Programación
BRTK produce informativos, programas de deportes, de arte y culturales, programas para la mujer, talks shows, programas educativos y de entretenimiento. Además transmite varios eventos sociales y programas especiales para radio y televisión.
La radio transmite mediante 3 canales: el Canal I transmite en turco, el Canal II en lenguas foráneas (principalmente en inglés y griego) y el Canal III emite música.
Las transmisiones de radio tienen una cobertura que abarca todo el Medio Oriente, mientras que la televisión posee cobertura sobre Chipre, el sur de Turquía, El Líbano y el oeste de Siria.

## Servicios en línea
El website de Bayrak permite a los internautas ver Bayrak TV y escuchar las distintas radioemisoras de Bayrak.

## Actitud de la República de Chipre frente a BRT
El gobierno de la República de Chipre (el único internacionalmente reconocido) considera a BRT como un "organismo de radiodifusión pirata", tanto es así, que cada vez que se usa como fuente a BRT en los informativos grecochipriotas, se hace referencia a esta con la frase "Televisora Ilegal Bayrak".